# Liste der Monuments historiques in Le Châtellier (Ille-et-Vilaine)
Die Liste der Monuments historiques in Le Châtellier (Ille-et-Vilaine) führt die Monuments historiques in der französischen Gemeinde Le Châtellier auf.

## Liste der Bauwerke
| Bezeichnung          | Beschreibung | Standort | Kennzeichnung | Schutzstatus | Datum | Bild           |
| -------------------- | ------------ | -------- | ------------- | ------------ | ----- | -------------- |
| Château de Vieuville | Schloss      | (Lage)   | PA00090528    | Classé       | 1946  | weitere Bilder |

## Liste der Objekte
- Monuments historiques (Objekte) in Le Châtellier (Ille-et-Vilaine) in der Base Palissy des französischen Kultusministeriums